# منطقه حفاظت‌شده درونه
منطقهٔ حفاظت‌شدهٔ درونه یک منطقهٔ حفاظت‌شده با مساحت ۵۹۸۵۷ هکتار است که در استان خراسان رضوی در ایران قرار دارد. این منطقهٔ حفاظت‌شده طبق مصوبهٔ شمارهٔ ۶۹۵ در تاریخ ۱۳۸۵/۱/۱۹ در فهرست مناطق تحت حفاظت سازمان محیط زیست ایران قرار گرفت.

## پوشش گیاهی
شاخص‌ترین گونه‌های گیاهی این منطقه زیره سیاه، فلفل بوته‌ای کوهی، مریم‌نخودی، بادرنج، آویشن، کاکوتی، گل زرد، بومادران، پرسیاوش، دم اسب صحرایی، بارهنگ، خارشتر و پونه می‌باشند. در این منطقه علاوه بر گونه‌های ذکر شدهٔ گیاهی انواع مختلفی از گونه‌های درختی نیز وجود دارد که می‌توان از مهم‌ترین آن‌ها به درخت بنه، زرشک، بید کوهی و بادام وحشی اشاره کرد.

## گونه‌های شاخص جانوری
این منطقه یکی از زیستگاه‌های یوزپلنگ آسیایی است که در تیر ماه ۱۳۹۱ برای اولین بار از یک قلاده یوز آسیایی توسط دوربین‌های تله‌ای در این منطقه عکس برداری شده همچنین در سال ۱۳۹۳ نیز حضور چهار قلاده یوز در این منطقه اعلام و ثبت شد
سایر پستانداران: پلنگ، گورخر ایرانی، گربه وحشی، شاه روباه قوچ و میش، کل و بز، آهو و جبیر
پرندگان: هوبره، شاه بوف، دال، کرکس، کبوتر وحشی، کوکر، قمری، زاغ نوک سرخ، طرقه، سهره، گنجشک گلوزرد، کبک، تیهو، قناری وحشی، هدهد، هدهد، سبزقبا، دم جنبانک، عقاب، باز، کلاجک و شاهین